# ウィスラー・ブラッコム
ウィスラー・ブラッコム（英語：Whistler-Blackcomb）は、カナダのブリティッシュコロンビア州南西部、ウィスラーにあるスキーリゾート。
ウィスラー・ビレッジ（以下ビレッジ）と呼ばれるエリアには有名ホテル、レストラン及びバー、コンドミニアム、別荘などが密集している。ビレッジは標高675m（2,214フィート）で、バンクーバー、及びバンクーバー国際空港からはおよそ126km（78マイル）の位置にある。
ウィスラー・ブラッコムは2つの山であるウィスラー・マウンテンとブラッコム・マウンテンからなり、スキー場として開発された。標高はブラッコム・マウンテンの方が高く、2,284m（7,494フィート）あり主要33本のリフトにより200以上のコースにアクセスすることが出来る。ビレッジとの標高差1,609m（5,280フィート、または1マイル）は北米エリアのスキー場としては最大規模を誇る。ウィスラー・ブラッコムはまた滑走可能エリアでも北米エリアで最大規模であり、その広さは8,171エーカー（33km²）であり、コロラド州にあるベイルリゾートの5,289エーカー（21km²）と比較して1.5倍の広さがある。いくつかの資料によればウィスラー・ブラッコムは世界最大のスキーエリアであると言われるが、ヨーロッパにあるスキーリゾート（フランス、オーストリア、スイスなど）はエリア全体を計測するのではなくコースの全長を計測しているため、単純にどちらが大きいのかという比較は難しい。ブラッコム・マウンテンには3つの氷河があり、6月から8月までは夏期スキーも出来る。2010年冬季オリンピックでは男女のスラローム、大回転、ボブスレー、リュージュ及びスケルトン競技が開催された。

## ウィスラー・マウンテン

### ウィスラー・マウンテン
ウィスラー・マウンテンは1966年2月にゴンドラリフト、2人乗りリフト（レッド・チェア）、Tバーの設備でスキー場としてオープンした。新しいスキー場はその高低差、よい雪質、そして広大なエリアによって瞬く間に喝采を浴びた。ただひとつの問題は未舗装の道路であり、金曜日の旅行者が帰った後の土曜日に整備されるだけであった。
山は程なくして拡張され、1970年には新たにブルーとグリーンのリフト、及びランドハウスという名の山頂ロッジが追加され、レッド・チェアの距離も延長された。1969年にはシー・トゥー・スカイ・ハイウェイ（99号線）が建設されたことで利便性が高まり、バンクーバーからは2時間半ほど、シアトルからは4時間で移動出来ることからウィスラー・マウンテンにはこれまで以上にスキー客が訪れるようになった。
1972年にオリーブとオレンジのリフトを追加し、1974年には混雑緩和のためグリーン・チェアと平行するリフトも建設された。そして1978年にはリトル・レッド・チェアも建設される。
訪れる客の数が急激に増えたため、谷にあった町を拡張し、彼らを受け入れるための施設を作る必要性が出てきた。そこでアルタ・レイクにあった村を1975年にウィスラーのリゾート自治体として発足させた。新たな自治体はすぐに成長していく集落をまとめ、ビレッジの建設に取りかかった。
ビレッジは1980年にオープンした。オープンと同時にビレッジ、オリンピック、ブラックの3基の3人乗りリフトも稼働するようになり、ビレッジからランドハウスまで45分以内でスキー客を運ぶことが出来るようになった。
1986年に次の大規模な改修が行われ、ウィスラー・マウンテンの山頂までを結ぶピーク・チェアが追加された。北米エリア最大のスキー場であるウィスラー・マウンテンの山頂まで行けるようになったことでこれはウィスラー・マウンテンでのスキーに改革をもたらした。
ブラッコム・マウンテン側に設置された4人乗り高速リフトに乗じて、ウィスラー・マウンテン側でもこれまでのカナダ国内のリフトの中で最大となるウィスラー・エクスプレス・ゴンドラが設置された。全長5kmのリフトは標高1,157mの高さにあり、62本以上の支柱に支えられ乗客を運ぶことが出来たこのリフトは1988年11月24日に稼働を始めた。
1990年にウィスラー・マウンテン側では最初の高速4人乗りリフトとなるグリーン・チェア・エクスプレスを追加し、リフト製造会社ヤン（以下ヤン）によって設置されたグリーン・チェアと入れ換えた。これによりリフト待ちの行列は解消された。
1年後の1991年、ウィスラー・マウンテンは引き続き改修を行い、3つの2人乗りリフトをヤンによって製造されたクイックシルバー、レッドラインの2つの高速4人乗りリフトと入れ換えた。
1994年にはブルー・チェアの撤去及びハーモニー・エクスプレスの設置を行い、当初ブルー・チェアの位置から設置するはずであったが、リトル・ウィスラー・ピークまで設置されることとなった。
1995年に惨事が発生する。12月23日にクイックシルバー・リフトのオペレータは降り口で転んだスキー客を補助するため通常の停止ボタンを押したが、代わりに緊急停止ブレーキが作動し、衝撃波がケーブルを伝って少なくとも2つのリフトが滑り落ち、スキー客が投げ出され、最終的に2人が死亡、8人が重軽傷を負うという、北米エリアのスキー場で最悪の事故であった。この事故が原因となりヤンは1996年に倒産することとなる。
1996年、ウィスラー・マウンテンはブラッコム・マウンテンを1986年から経営していたスキーリゾート会社であるイントラウェストに買収された。そして、クイックシルバーはゴンドラに入れ換えられた。
1997年、ウィスラー・マウンテンではグリーン・チェア・エクスプレスとレッドライン・リフトが撤去され、代わりに現在に至るまで使用されているオーストラリアのリフト製造会社、ドッペルマイヤー社のものと入れ換えられた。旧来のランドハウスは取り壊され、新しいランドハウスとして建て替えられた。
1998年は3人乗りのピーク・チェアが高速4人乗りリフトと入れ換えられた。
2000年はさらに多くの改修が行われ、ブラック・チェアは高速4人乗りリフトと入れ換えられ、ビレッジ・チェアも続いて別のリフトと入れ換えられた。
ウィスラー・マウンテンは北米リゾートの中でも様々な地形があり、パークおよびパイプ、林間コース、山頂からの崖、幅広いハーモニーとシンフォニーゾーン、初心者用エリア、そしてゴンドラとビッグ・レッド・チェアからのゆったりとした滑走などが楽しめる。

### ウィスラー・マウンテン・バイク・パーク
ウィスラー・マウンテンには標高1,200m（4,800フィート）に位置するビレッジ・ゴンドラのミッドステーション（途中駅）、フィッツシモンズとガルバンゾ・リフト（4人乗り）の周りにバイク（自転車）・パークもある。パークにはレベルに応じた全長200kmとなる36のコースがある。初級者用の易しい傾斜のコースから変化に富んだ中級者用のコース、そして、狭いコースとジャンプやトリックが出来る上級者用、そしてエキスパート用として巨大なジャンプ台や崖、悪条件の地形からなるチャレンジコースがある。
夏の間バイク・パーク用として使われる2つの高速4人乗りリフト、フィッツシモンズとガルバンゾ・エクスプレスには1つおきに自転車用のラックに付け替えられる。このラックには4つの自転車を載せることが出来、3つは溝に、1つはフックに取り付けられる。自転車用のラックの次は通常のリフトなので、これに客を乗せる。ガルバンゾ・エクスプレス側はエキスパート専用のコースのため、フィッツシモンズと比べて1/4の積載量しかない。
バイク・パークにはフィッツシモンズ・ゾーン（下側）はガルバンゾ・ゾーンという2つのゾーンがある。全てのライダーはビレッジ・ゴンドラ、またはフィッツシモンズからオリンピック・ステーション・エリアまで移動する。上級者及びエキスパートはガルバンゾ・エクスプレスにてガルバンゾ・ゾーンまで行くことが出来る。ここの利用者はミッド・ステーションまたはビレッジまで戻ることが出来る。ガルバンゾ・ゾーンの頂上からビレッジまでは刺激的な1,100mの急勾配であり、更なる急勾配はゴンドラ山頂駅もしくはピーク・チェアの頂上からは見えないほどである。

## ブラッコム・マウンテン

### ブラッコム・マウンテン
ブラッコム・マウンテンは1980年にアスペン・スキーイング・カンパニーの経営の下、ヤンによって製造された4基の3人乗りリフト（クルーザー、ストーカー、キャットスキナー、フィッツシモンズ）と共にオープンした。当初、この山はあまり認知されていなかったため、1990年代前半はニュー・キッド・オン・ザ・ブロック（米国の絵本で「転校生」という意味）として捉えられていた。
当初はそのような認知度であったが、山は最初に居住区としてブラッコム・ベンチランドが開発され、1984年にはジャージー・クリーム・リフトがオープンし、グレイシャー・クリーク（氷河コース）までのルートの他、数多くの地形がコースとして加えられるなどして迅速に開発が行われた。
1986年にイントラウェストに買収されてからはゼブンス・ヘブン・Tバーが追加されるなどした結果、ブラッコム・マウンテンは北米で最初にスキー滑走エリアの高低差が1マイル（1,600m）となるまでに変貌を遂げる。
その翌年である1987年、ブラッコム・マウンテン初となる高速リフトが設置された。4人乗りリフトであるウィザード、ソーラー・コースター、そしてセブンス・ヘブンにより、ふもとからリフトに乗っている時間は45分から15分に短縮された。ソーラー・コースターの終点ではランデブー・ロッジがオープンし、夏期スキーのために2基のTバー、ホーストマンとグレイシャーが設置された。
1989年にはジャージー・クリームは高速4人乗りリフトと入れ替えられた。
1992年、グレイシャー・クリークからホーストマン・グレイシャーまでを結ぶグレイシャー・エクスプレスがオープンした。
1994年、ブラッコム・マウンテンは最後の拡張としてストーカー、クルーザー、フィッツシモンズの各リフトを入れ替え、同時に高速4人乗りリフトのエクセラレーターとエクスカリバー・ゴンドラを設置した。
ブラッコムは世界でも有数のクーロアール・エクストリーム（急勾配）として知られ、それはスキー・マガジン誌上において世界10大難関コースのひとつとして数えられる。ブラッコム・マウンテンはビレッジから車で1、2分、あるいは歩いて少しかかるアッパービレッジに位置するため、ウィスラー・マウンテンと比べると、それほど混雑することはない。ブラッコム・マウンテンへはフィッツシモンズ・エクスプレス、ウィスラー・ビレッジ・ゴンドラの横に位置するスキーヤーズ・プラザのエクスカリバー・ゴンドラを経由することでも行くことができる。
しかし、エクスカリバーゴンドラが2008年12月16日、ゴンドラの支柱が折れるという事故が発生。
原因は支柱内のチューブを通る水が支柱のコネクション部に染み込み、それが急激に冷やされ凍る過程で支柱のコネクション部を破壊したこと。
とされているが、かなり特別な状況で、はっきりとした原因がわからないとのこと。
幸い軽傷者が少数出ただけで、大惨事にはいたらなかったが、オリンピックを控えたビッグリゾート地での出来事に、ローカル達の脳裏には「テロ」という恐れを感じた人も少なくないという。

### ブラッコム・マジック・バイク・パーク
ブラッコム・マウンテンには初心者の練習用に設計された2つのダウンヒルコースを含めたマジック・バイク・パークがある。そのひとつであるイージー・ライダーは2005年6月18日にオープンした。2つのコースは緩やかな幅のある斜面で初心者を受け入れてくれる。パークへは短い3人乗りリフトであるマジック・チェアで行くことが出来るが、その高低差はウィスラー・マウンテン・バイク・パークが1,200mであるのに対し94mである。

## リフト券
リフトやゴンドラに乗る場合、リフト券を購入しなければならないのは日本においても同じであるが、運用方法が多少異なる。ビレッジ内（アッパービレッジも含める）からリフト・ゴンドラを利用する際にバーコードによる確認が行われ、それよりも上の位置にあるリフト・ゴンドラは特になにもすることなく乗ることが出来る。
- 通常のリフト券
  - ウィスラー・ブラッコムで発売されるリフト券は日本のように時間券や半日券のようなものはなく、一日券からの発売となる。北米にあるリゾートということで長期滞在する観光客も数多くいるため、15日券というものも存在する。
- エッジ・カード
  - カナダ、またはワシントン州に居住している場合はエッジ・カードを購入することが出来る。これは1日だけ有効なものと5日間有効なものの2種類あり、期間に応じてリフトを利用することが出来る他、スキースクールやビレッジ内にある店の割引など様々な特典がついてくる。購入は提携しているスポーツ店やインターネット上で行う。
- シーズンパス
  - シーズンパスにはいくつかの種類がある。
    - アンリミテッド
    - パレント・パス
    - ミッドウィーク・パス
    - 15デイズ・パス（15日券とは異なる）
    - シングルマウンテン・パス

  - シーズンパスはスキー場がオープンする前に購入するとアーリー・バードという価格で通常価格よりも安く購入することが出来る。パス購入時には身分証明のために写真付身分証明書（運転免許証等）が必要になる。パスには個人の顔写真が表示される。
  - また、この他にスキー場内やビレッジ内の店舗に勤務している場合は別のシーズンパスが存在する。スキー場を経営するイントラウェスト直営の仕事（パトロール・インストラクターなど）に就いている場合は同社によりパスが支給され（フルタイム、パートタイム、ボランティアによってパスの種類は異なる）、それ以外はスプリットと呼ばれるパスを通常のシーズンパスの半額ほどの金額で購入することが出来る。
- サマー・リフト・チケット
  - 夏の期間（6月下旬から）のリフト券は通常リフト券、シーズンパス共に通常シーズンの価格よりも低く設定されている。